# Lom (Bulharsko)
Lom (bulharsky Лом) je město ležící v severozápadním Bulharsku, v Dolnodunajské nížině u ústí řeky Lom do Dunaje. Je správním střediskem stejnojmenné obštiny a má přibližně 21 tisíc obyvatel.

## Historie
Lom byl založen Thráky, kteří ho nazývali Artanes. Když sem přišli Římané, postavili nad ústím řeky pevnost Almus a od toho se odvozuje současný název. Lom si podržel strategický význam i v pozdějších dobách, zejména v období Vidinského despotátu a následně Vidinského carství. 
Sídlo bylo na současném místě založeno za osmanské nadvlády, nejspíš roku 1695. V roce 1704 je připomínán jako Lom palanka. Slovo palanka se používalo pro sídla, která velikostí i významem převyšovala vesnici, ale nebyla to města. V roce 1798 ho vyrabovali krdžalijové. 
S rozvojem plavby po Dunaji začal po roce 1830 význam Lomu růst. Velkým impulsem něj bylo postavení silnice ze Sofie, v důsledku něhož se stal hlavním vývozním přístavem do Vídně, a to se odrazilo ve zdejší architektuře. Díky zdejšímu bohatství stál Lom v popředí bulharského obrození. Byla zde v právě postavené škole založena jedna z prvních knihoven v Bulharsku (1848) a ta získala záhy samostatnou budovu (1856). Také zde byla založena první ženská společnost (1857), otevřena dívčí škola (1860) a provedeno jedno z prvních divadelních představení v zemi. V roce 1869 se zde nacházelo 120 obchodů, 148 obchodních zastoupení, 175 hokynářství, 34 kaváren, 6 hotelů a 2 mlýny. Město se rozkládalo kolem staré pevnosti, do které se vcházelo branami – Vidiskou, Belogradčickou a Sofijskou. Lomští obchodníci dodávali zboží na všechny významné trhy.
Roku 1878 se Lom stal součástí Bulharského knížectví a bezprostředně poté, na podzim téhož roku, tu byla otevřena střední škola. V roce 1880 měl 7 500 obyvatel. V roce 1894 zde dva Češi, Malotín a Hozman, otevřeli pivovar a současně začal provoz továren na keramiku a tabák. Na přelomu století byly v Lomu založeny desítky spolků, mezi něž patřily: tělocvičný spolek Dunavski junak (1895), turistický spolek Asparuchov chălm (1914) a archeologická společnost Almus s muzeem (1925), čímž byly položeny základy pro současné historické muzeum. V roce 1913, v době významného starosty Georgi Manavského, byla otevřena elektrárna. Na počátku dvacátého století v Lomu existovaly banky Bogatstvo a Lomská lidová banka, byly tu pobočky sofijských a zahraničních bank, pět akciových společností a devět zastoupení přepravních společností. V důsledku ekonomické prosperity si mnoho lomských rodin postavilo domy podle návrhů rakouských, maďarských, německých a belgických architektů ve stylu pozdní secese, na které je město stále hrdé. V roce 1921 se gymnázium přeměnilo na pedagogickou školu, jednu z dvanácti v Bulharském knížectví, která funguje dodnes.

## Významní rodáci
- Jana Jazova (1912 – 1974), spisovatelka

## Obyvatelstvo

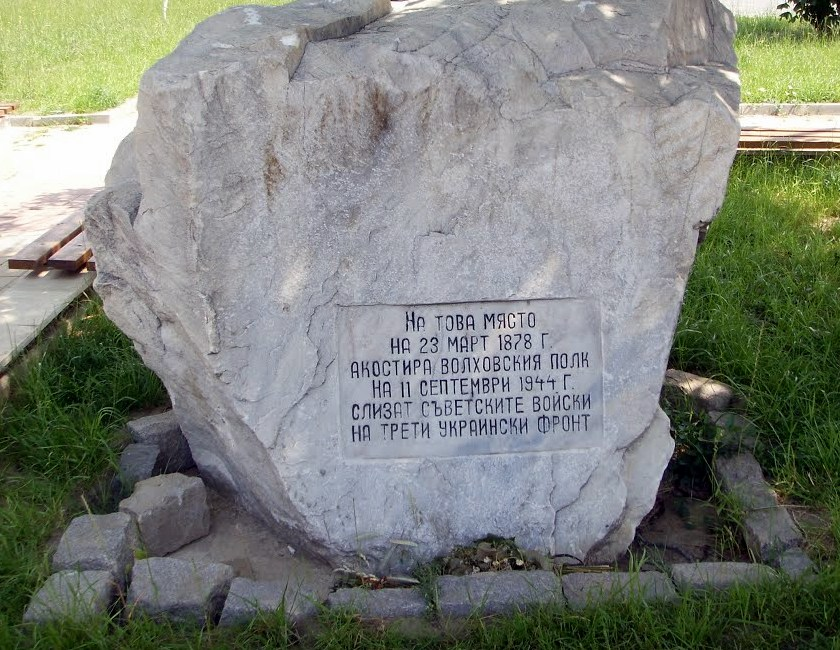
Památník ve městě Lom

Ve městě žije 22 583 obyvatel a je zde trvale hlášeno 25 149 obyvatel. Podle sčítání 1. února 2011 bylo národnostní složení následující:
- Bulhaři: 17 354 (79.4 %)
- Romové: 4 231 (19.3 %)
- Turci: 47 (0.2 %)
- ostatní: 237 (1.1 %)